# 스레텐 스타니치
스레텐 스타니치(세르비아어: Сретен Станић, 1984년 2월 15일~)는 세르비아의 은퇴한 축구 선수이다. 라드와 추카리치키, 보라츠 바냐루카, 베자니야 등의 구단에서 활동했다.